# Tachydromia monaca
Tachydromia monaca är en tvåvingeart som beskrevs av Axel Leonard Melander 1927. Tachydromia monaca ingår i släktet Tachydromia och familjen puckeldansflugor.
Artens utbredningsområde är Washington. Inga underarter finns listade i Catalogue of Life.